# Literaturjahr 1926
Liste der Literaturjahre

◄◄ | ◄ | 1922 | 1923 | 1924 | 1925 | Literaturjahr 1926 | 1930 | ► | ►►

Weitere Ereignisse

## Ereignisse

### Prosa
- 14. Oktober: Das Kinderbuch Winnie-the-Pooh von Alan Alexander Milne erscheint mit Illustrationen von E. H. Shepard erstmals im Londoner Verlag Methuen & Co. Das Werk wurde durch die Stofftiere seines sechsjährigen Sohnes Christopher Robin Milne inspiriert.
- Dezember: Inspiriert durch eine Palästinareise im Vorjahr beginnt Thomas Mann in München mit der Niederschrift der Roman-Tetralogie Joseph und seine Brüder. In einer Rede am 30. November in der Münchner Tonhalle kritisiert er den Kulturbetrieb Münchens aufs Schärfste.

### Drama
- 8. Februar: Im tschechischen avantgardistischen Theater Osvobozené divadlo wird mit Molières George Dandin das erste Stück aufgeführt. Nur wenige Personen besuchen die Vorstellung.

### Wissenschaftliche Werke
- Juli: Max Born veröffentlicht die erste von zwei Arbeiten zur statistischen Interpretation der Quantenmechanik.
- Enrico Fermi entwickelt seine Quantenstatistik.
- Paul Dirac stellt den Zusammenhang zwischen der Fermi-Statistik mit der Quantenmechanik her.
- Erwin Schrödinger veröffentlicht fünf Arbeiten zur Wellenmechanik („Quantisierung als Eigenwertproblem“, Schrödingergleichung). Schrödinger weist die Äquivalenz von Wellen- und Matrizenmechanik nach.

### Politik und Religion
- 28. Februar: In der Enzyklika Rerum Ecclesiae weist Papst Pius XI. auf die Pflicht zur Missionsarbeit hin. Missionare sollen auch aus den Missionsländern selbst entstehen.
- 18. November: Über die Verfolgung der Kirche in Mexiko empört sich Papst Pius XI. in der Enzyklika Iniquis afflictisque.
- 20. Dezember: Pius XI. verurteilt die Action française (AF) und ihre Ideologie. Am 29. Dezember lässt er die Schriften des AF-Gründers Charles Maurras auf den Index Librorum Prohibitorum setzen.

### Periodika

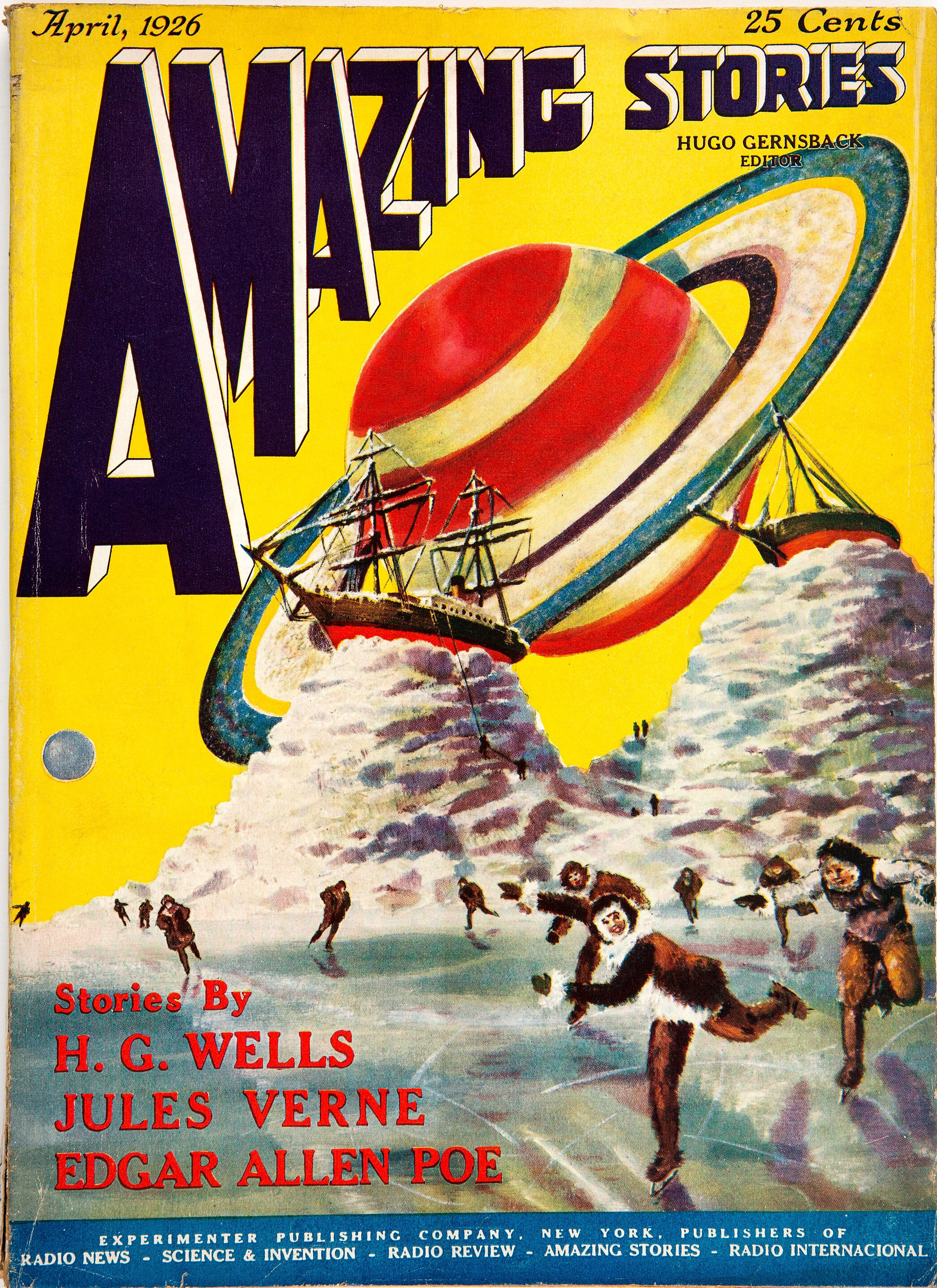
Amazing Stories, Titelblatt der Erstausgabe vom April 1926

- April: Das US-amerikanische Pulp-Magazin Amazing Stories erscheint erstmals. Verleger und Herausgeber ist der Science-Fiction-Autor Hugo Gernsback.

### Romanverfilmungen
- 9. Juli: Rudolph Valentinos letzter Spielfilm Der Sohn des Scheichs unter der Regie von George Fitzmaurice hat seine Uraufführung. Es ist die Fortsetzung von Valentinos Film Der Scheich (1921), der ebenfalls auf dem gleichnamigen Roman von Edith Maud Hull basiert. Die weibliche Hauptrolle spielt Vilma Bánky. Am 23. August stirbt Valentino in Folge eines perforierten Magengeschwürs. Sein Tod und die Beerdigung löst in den USA unter seinen zahlreichen weiblichen Fans regelrechte Massenhysterien aus.

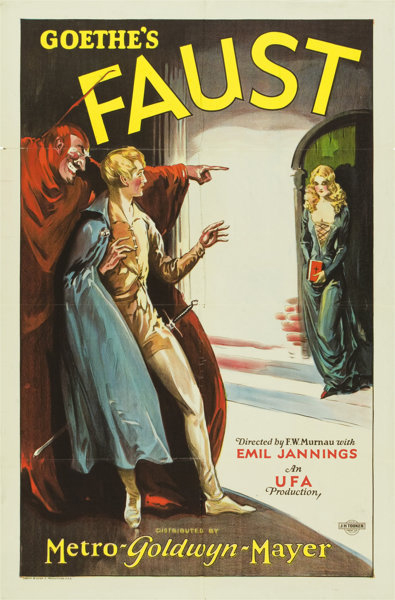
Filmplakat für Faust - eine deutsche Volkssage

- 14. Oktober: Faust – eine deutsche Volkssage, ein Stummfilm von Friedrich Wilhelm Murnau, wird uraufgeführt.

### Literaturpreise
- Nobelpreis für Literatur: Grazia Deledda

### Sonstiges
- 3. Dezember: Agatha Christie verlässt nach einem Streit mit ihrem Ehemann das Haus und verschwindet. Ihr Auto wird wenige Tage später verlassen an einem See gefunden. Nach einer spektakulären Suchaktion, über die unter anderem New York Times berichtet und an der sich auch Arthur Conan Doyle beteiligt, findet man die Schriftstellerin zehn Tage nach ihrem Verschwinden in einem Hotel in Harrogate. In der Folge beschäftigt die Frage der Kosten der Suchaktion auch das britische Parlament. Ihre Familie verbreitet die Darstellung, dass sie einen fast vollständigen Gedächtnisverlust für diese Tage erlitten habe.

## Geboren

### Januar bis März
- 01. Januar: Ingeborg Feustel, deutsche Schriftstellerin († 1998)
- 01. Januar: Maria Frisé, deutsche Journalistin und Schriftstellerin († 2022)
- 01. Januar: Heinz-Josef Stammel, deutscher Pressefotograf, Journalist und Autor († 1990)
- 06. Januar: Tachihara Masaaki, japanischer Schriftsteller († 1980)
- 08. Januar: Dieter Hasselblatt, deutscher Hörspielredakteur und Autor († 1997)
- 13. Januar: Michael Bond, britischer Schriftsteller († 2017)
- 15. Januar: Guido Baumann, schweizerischer Journalist († 1992)
- 16. Januar: Yoshino Hiroshi, japanischer Lyriker († 2014)
- 17. Januar: Wolf Jobst Siedler, deutscher Publizist († 2013)
- 19. Januar: Hermann Herder, deutscher Verleger († 2011)
- 19. Januar: Hans-Jürgen Massaquoi, deutsch-amerikanischer Journalist und Schriftsteller († 2013)

- 03. Februar: Robert McGinnis, US-amerikanischer Illustrator († 2025)
- 03. Februar: Richard Yates, US-amerikanischer Schriftsteller († 1992)
- 05. Februar: Arthur Ochs Sulzberger, US-amerikanischer Zeitungsherausgeber († 2012)
- 06. Februar: Lothar Zenetti, deutscher Theologe und Schriftsteller († 2019)
- 08. Februar: Neal Cassady, US-amerikanischer Autor († 1968)
- 12. Februar: Hans-Georg Noack, deutscher Kinder- und Jugendbuchautor († 2005)
- 13. Februar: Kalayanapong Angkarn, thailändischer Dichter und Maler († 2012)
- 15. Februar: Dieter Lattmann, deutscher Schriftsteller († 2018)
- 18. Februar: Archie Randolph Ammons, US-amerikanischer Hochschullehrer und Dichter († 2001)
- 20. Februar: Richard Matheson, US-amerikanischer SF- und Drehbuchautor († 2013)
- 20. Februar: Alfonso Sastre, spanischer Autor († 2021)
- 21. Februar: Karl Otto Conrady, deutscher Literaturhistoriker († 2020)
- 24. Februar: Erich Loest, deutscher Schriftsteller († 2013)
- 27. Februar: Elisabeth Borchers, deutsche Dichterin und Schriftstellerin († 2013)
- 27. Februar: Martha Mercader, argentinische Schriftstellerin, Journalistin, Theaterautorin, Filmschaffende und Politikerin († 2010)
- 28. Februar: Ernst Waldemar Bauer, deutscher Fernsehpublizist, Biologe, Buchautor und Dokumentarfilmer († 2015)

- 03. März: Heinz Knobloch, deutscher Schriftsteller und Feuilletonist († 2003)
- 10. März: Peter Boerner, deutsch-amerikanischer Literaturwissenschaftler und Goetheforscher († 2015)
- 16. März: Edwar al-Charrat, ägyptischer Schriftsteller († 2015)

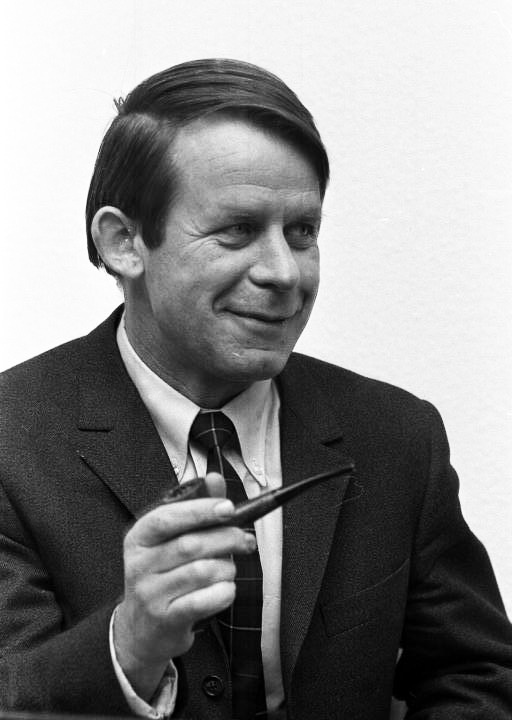
Siegfried Lenz, 1969

- 17. März: Siegfried Lenz, deutscher Schriftsteller († 2014)
- 31. März: John Fowles, britischer Romanautor († 2005)

### April bis Juni
- 01. April: Anne McCaffrey, US-amerikanische Science-Fiction-Schriftstellerin († 2011)
- 02. April: Edgar Hilsenrath, deutscher Schriftsteller († 2018)
- 06. April: Gil Kane, US-amerikanischer Comiczeichner lettischer Abstammung († 2000)
- 09. April: Marcello Argilli, italienischer Rechtsanwalt, Journalist, Schriftsteller, Kinderbuchautor und Comicautor († 2014)

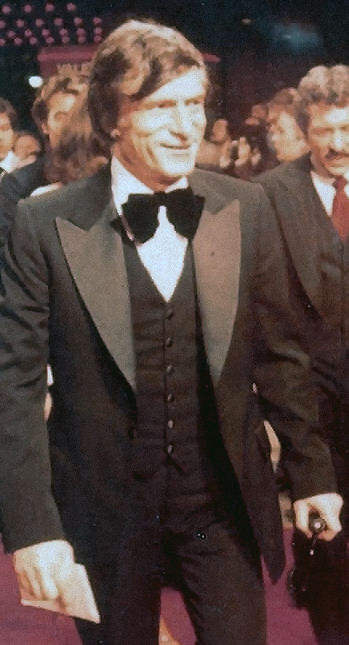
Hugh Hefner, 1979

- 09. April: Hugh Hefner, US-amerikanischer Verleger († 2017)
- 11. April: Franz Herre, deutscher Historiker und Publizist
- 13. April: Miyao Tomiko, japanische Schriftstellerin († 2014)
- 14. April: Barbara Anderson, neuseeländische Schriftstellerin († 2013)
- 19. April: Sonja Åkesson, schwedische Schriftstellerin und Künstlerin († 1977)
- 27. April: Tim LaHaye, US-amerikanischer Autor († 2016)
- 28. April: Harper Lee, US-amerikanische Schriftstellerin und Pulitzerpreisträgerin († 2016)
- 30. April: Kōno Taeko, japanische Schriftstellerin († 2015)

- 04. Mai: Gerlind Reinshagen, deutsche Schriftstellerin († 2019)
- 06. Mai: Franz Mon, deutscher Dichter († 2022)
- 09. Mai: Richard Cowper, britischer Schriftsteller († 2002)
- 09. Mai: Jo Micovich,  deutsche Schriftstellerin († 2008)
- 10. Mai: Günter Spang, deutscher Schriftsteller († 2011)
- 15. Mai: Richard Hey, deutscher Kriminalschriftsteller und Hörspielautor († 2004)
- 15. Mai: Inoue Mitsuharu, japanischer Schriftsteller († 1992)
- 15. Mai: Anthony Shaffer, britischer Drehbuchautor († 2001)
- 15. Mai: Peter Shaffer, britischer Dramatiker († 2016)
- 16. Mai: Franz Konz, deutscher Fachbuchautor († 2013)
- 21. Mai: Robert Creeley, US-amerikanischer Dichter, Autor († 2005)
- 25. Mai: Max von der Grün, deutscher Schriftsteller († 2005)
- 25. Mai: Peter Schulze-Rohr, deutscher Regisseur und Drehbuchautor († 2007)
- 31. Mai: James Krüss, deutscher Schriftsteller und Dichter († 1997)

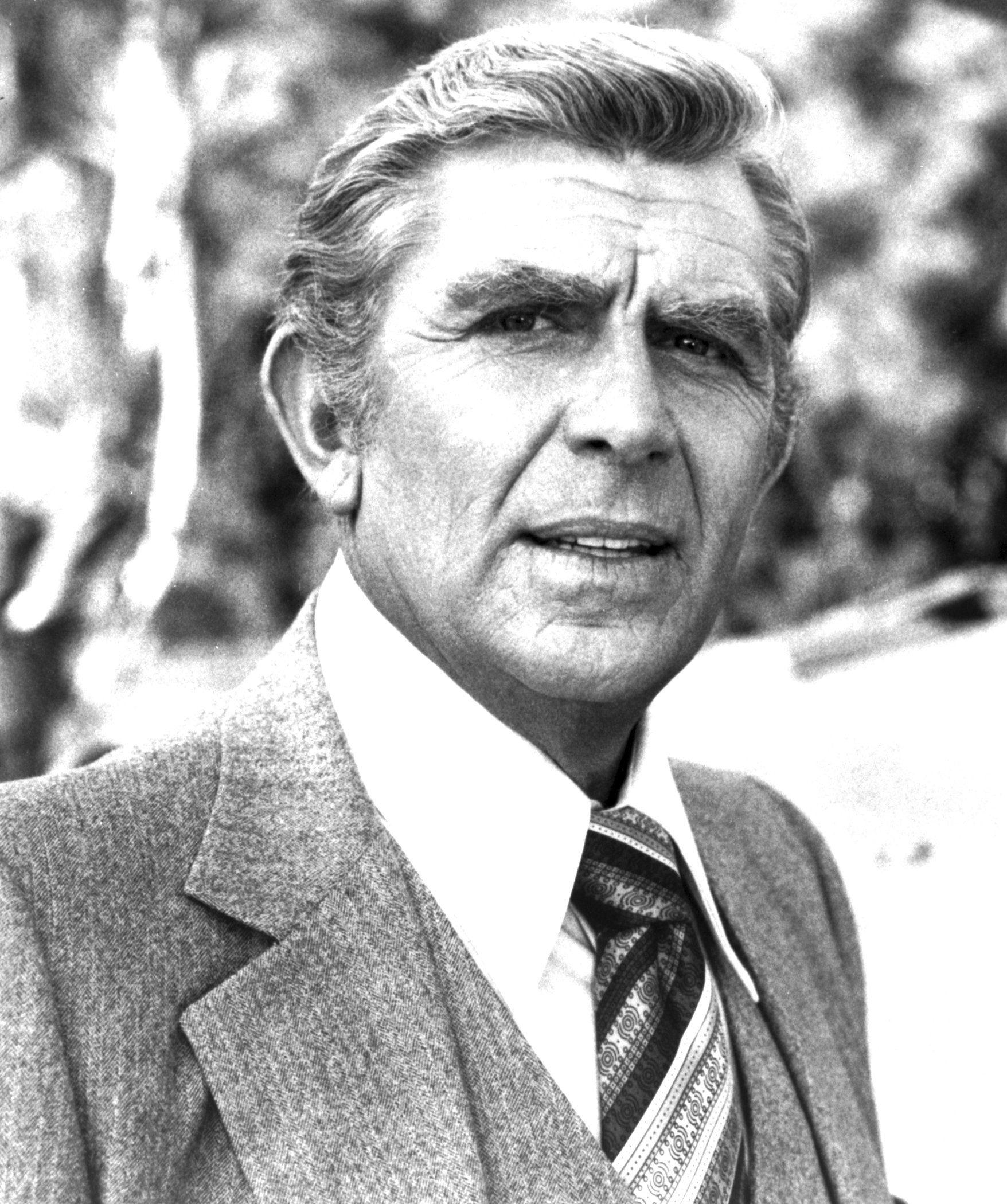
Andy Griffith, 1984

- 01. Juni: Andy Griffith, US-amerikanischer Schauspieler, Schriftsteller und Produzent († 2012)
- 03. Juni: Allen Ginsberg, US-amerikanischer Schriftsteller († 1997)
- 03. Juni: Martin Gregor-Dellin, deutscher Schriftsteller († 1988)
- 04. Juni: Miguel Arteche Salinas, chilenischer Schriftsteller und Dichter († 2012)
- 04. Juni: Judith Malina, US-amerikanische Theater- und Filmschauspielerin, Autorin und Regisseurin († 2015)
- 06. Juni: Şara Sayın, türkische Literaturwissenschaftlerin, Germanistin und Turkologin († 2017)
- 10. Juni: Jérôme Peignot, französischer Schriftsteller († 2025)
- 12. Juni: Ibaragi Noriko, japanische Schriftstellerin († 2006)
- 14. Juni: Hermann Kant, deutscher Schriftsteller († 2016)
- 18. Juni: Valentino Braitenberg, italienischer Kybernetiker und Schriftsteller († 2011)
- 18. Juni: Gerhard Dallmann, deutscher Pastor und Schriftsteller († 2022)
- 19. Juni: Elisabeth Axmann, rumäniendeutsche Schriftstellerin († 2015)
- 19. Juni: Josef Nesvadba, tschechischer Schriftsteller, Übersetzer und Psychiater († 2005)
- 22. Juni: Tadeusz Konwicki, polnischer Schriftsteller († 2015)
- 25. Juni: Oswald Andrae, deutscher Schriftsteller († 1997)

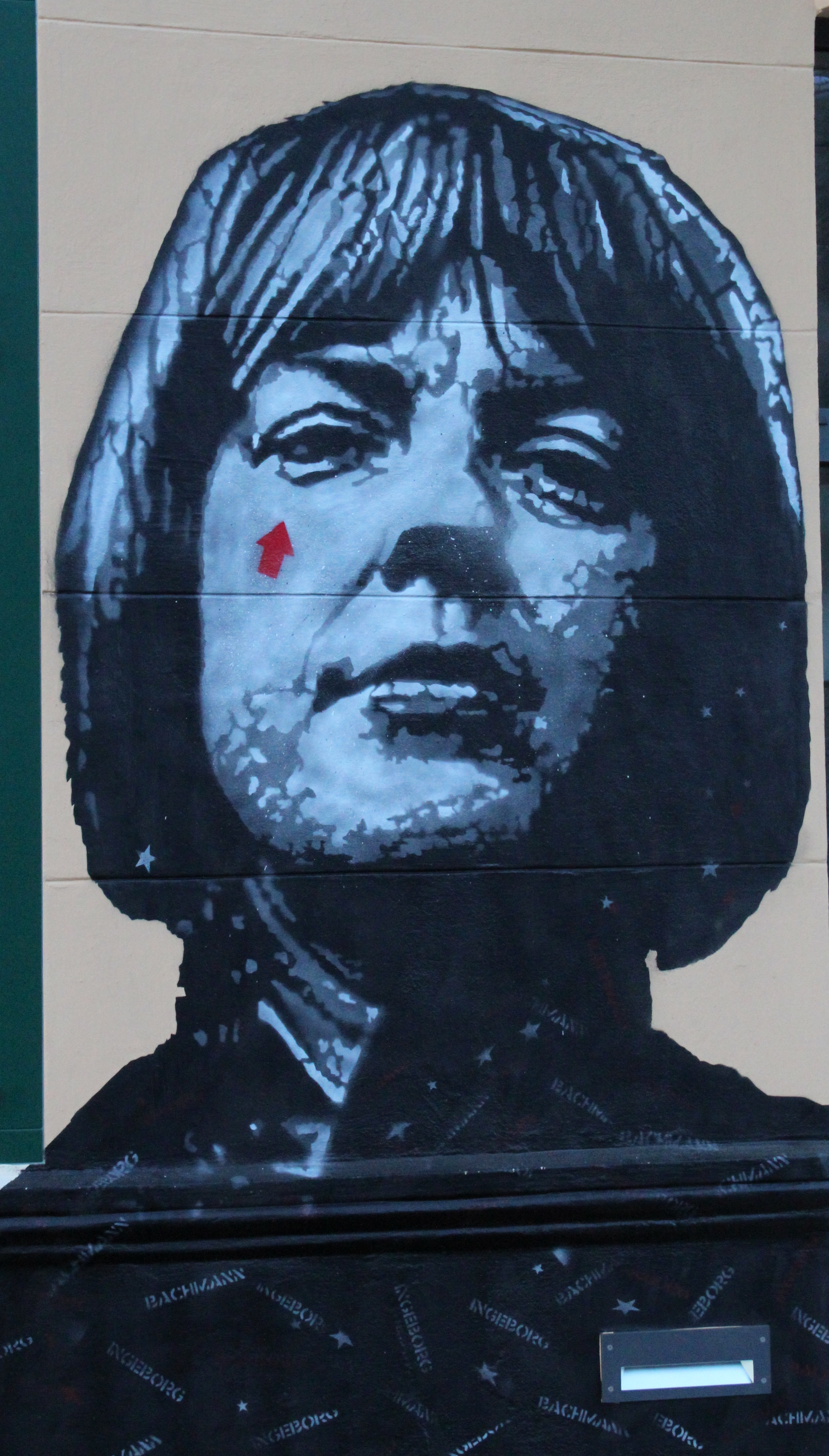
Ingeborg Bachmann

- 25. Juni: Ingeborg Bachmann, österreichische Schriftstellerin († 1973)
- 26. Juni: Marian Turski, polnischer Journalist und Holocaustüberlebender († 2025)
- 29. Juni: Jorge Enrique Adoum, ecuadorianischer Schriftsteller, Politiker, Essayist und Diplomat († 2009)

### Juli bis September
- 01. Juli: Mainhardt Graf von Nayhauß-Cormons, deutscher Journalist († 2021)
- 09. Juli: Murphy Anderson, US-amerikanischer Comiczeichner († 2015)
- 09. Juli: Georg Lohmeier, bayerischer Schriftsteller, Drehbuchautor, Schauspieler und Royalist († 2015)
- 10. Juli: Fred Gwynne, US-amerikanischer Schauspieler und Autor († 1993)
- 11. Juli: Frederick Buechner, US-amerikanischer Schriftsteller, reformierter Theologe und presbyterianischer Pastor († 2022)
- 14. Juli: Arthur Feldmann, deutschsprachiger Schriftsteller österreichisch-jüdischer Herkunft († 2012)
- 15. Juli: Driss Chraïbi, marokkanischer Autor († 2007)
- 22. Juli: Wolfgang Iser, deutscher Literaturwissenschaftler († 2007)
- 22. Juli: James Innell Packer, englisch-kanadischer anglikanischer Theologe und Autor († 2020)
- 23. Juli: Cedella Marley Booker, jamaikanische Autorin und Sängerin († 2008)
- 23. Juli: Ludvík Vaculík, tschechischer Schriftsteller († 2015)
- 25. Juli: Okuno Takeo, japanischer Literaturkritiker († 1997)
- 27. Juli: Margret Dünser, österreichische Journalistin († 1980)

- 03. August: Anthony Sampson, britischer Journalist und Schriftsteller († 2004)
- 04. August: Werner Koch, deutscher Schriftsteller († 1992)
- 05. August: Per Wahlöö, schwedischer Krimi-Schriftsteller († 1975)
- 06. August: Janet Asimov, US-amerikanische Science-Fiction-Autorin und Psychoanalytikerin († 2019)
- 06. August: Christa Reinig, deutsche Schriftstellerin († 2008)
- 08. August: Silvio Amadio, italienischer Filmregisseur und Drehbuchautor († 1995)
- 13. August: Chanoch Bartow, israelischer Schriftsteller und Journalist († 2016)
- 14. August: Alice Adams, US-amerikanische Autorin und Universitätsprofessorin († 1999)

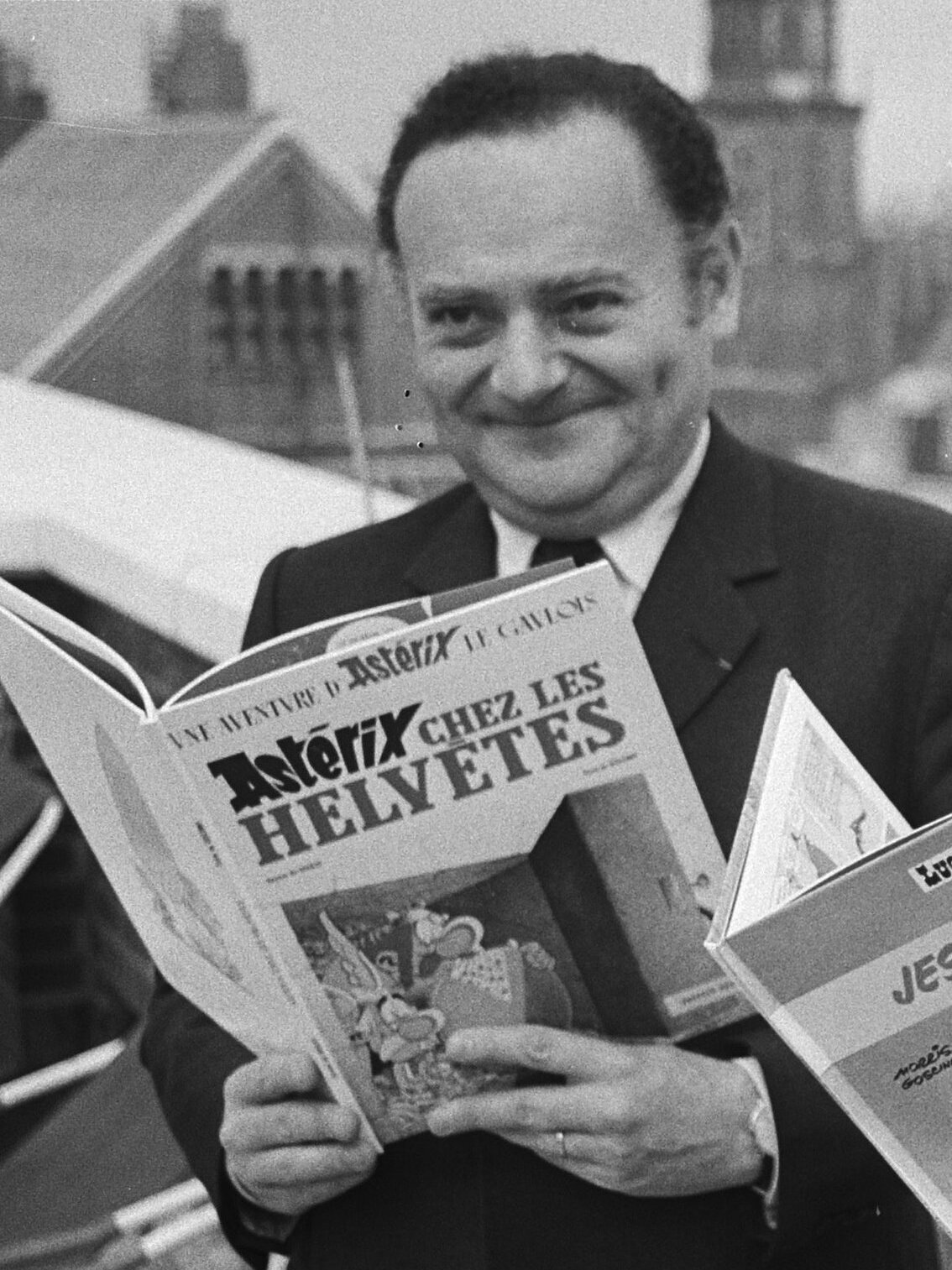
René Goscinny, 1971

- 14. August: René Goscinny, französischer Comic-Autor († 1977)
- 15. August: Sami Michael, israelischer Autor († 2024)

- 02. September: Erich Selbmann, deutscher Journalist († 2006)
- 03. September: Alison Lurie, US-amerikanische Schriftstellerin und Literaturwissenschaftlerin († 2020)
- 09. September: Michael Lentz, deutscher Drehbuchautor, Schauspieler und Regisseur († 2001)
- 09. September: Hannes Schmidhauser, schweizerischer Filmschauspieler, Drehbuchautor und Regisseur († 2000)
- 12. September: Gaby von Schönthan, österreichische Schauspielerin und Schriftstellerin († 2002)
- 14. September: Vincenzo Agnetti, italienischer Konzeptkünstler, Fotograf, Kunsttheoretiker und Schriftsteller († 1981)
- 14. September: Michel Butor, französischer Schriftsteller († 2016)
- 16. September: Rudolf Zehetgruber, österreichischer Schauspieler, Regisseur, Drehbuchautor und Filmproduzent († 2023)
- 18. September: Dionis Bubani, albanischer Schriftsteller († 2006)
- 19. September: Carlo Fruttero, italienischer Schriftsteller († 2012)
- 24. September: Veit Relin, österreichischer Schauspieler, Drehbuchautor und Regisseur († 2013)
- 30. September: Eric Stanton, US-amerikanischer Comiczeichner und Illustrator († 1999)

### Oktober bis Dezember
- 11. Oktober: Thích Nhất Hạnh, vietnamesischer Mönch und Autor († 2022)
- 12. Oktober: Fabio De Agostini, italienischer Drehbuchautor und Filmregisseur
- 13. Oktober: Martin Ťapák, tschechischer Schauspieler, Regisseur, Drehbuchautor und Choreograph († 2015)
- 14. Oktober: Günther Schwarberg, deutscher Autor († 2008)
- 19. Oktober: Edward Lewis Wallant, US-amerikanischer Schriftsteller († 1962)
- 21. Oktober: Werner Holzer, deutscher Journalist und Publizist († 2016)

- 01. November: Lars Ardelius, schwedischer Schriftsteller († 2012)
- 01. November: Günter de Bruyn, deutscher Schriftsteller († 2020)
- 05. November: John Berger, britischer Maler, Schriftsteller und Kunstkritiker († 2017)
- 09. November: Hugh Leonard, irischer Dramatiker und Journalist († 2009)
- 11. November: José Manuel Caballero Bonald, spanischer Schriftsteller († 2021)

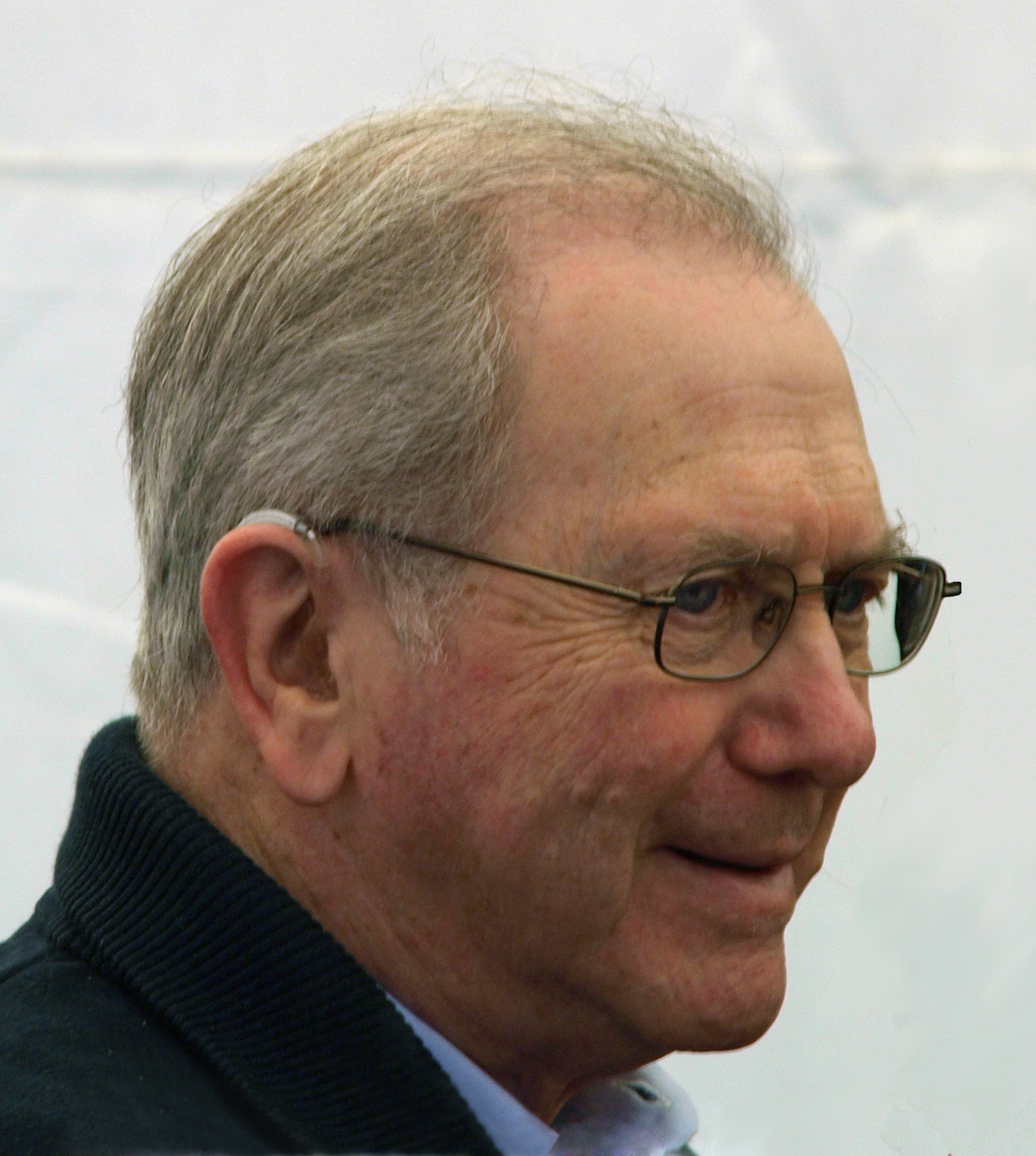
Noah Gordon, 2008

- 11. November: Noah Gordon, US-amerikanischer Schriftsteller († 2021)
- 24. November: Werner Heiduczek, deutscher Schriftsteller († 2019)
- 25. November: Poul Anderson, US-amerikanischer Science-Fiction-Autor († 2001)

- 08. Dezember: Joachim Fest, deutscher Historiker, Journalist und Autor († 2006)
- 12. Dezember: Elvio Romero, paraguayischer Dichter († 2004)
- 19. Dezember: Abdulwahab Al-Bayyati, irakischer Dichter († 1999)
- 23. Dezember: Robert Bly, US-amerikanischer Schriftsteller († 2021)

## Gestorben
- 10. Januar: Eino Leino, finnischer Schriftsteller (* 1878)
- 1. Februar: Ishibashi Ningetsu, japanischer Literaturkritiker und Schriftsteller (* 1865)
- 9. Februar: Larissa Reissner, sowjetische Schriftstellerin (* 1895)
- 5. März: Otto Ernst, deutscher Schriftsteller (* 1862)

- 12. Juli: Gertrude Bell, britische Reiseschriftstellerin und Historikerin (* 1868)
- 29. August: Alfred Amschl, österreichischer Jurist und Schriftsteller (* 1852)

- 3. September: Maurice Hennequin, französischer Schriftsteller und Librettist (* 1863)
- 7. September: Franz Muncker, deutscher Literaturhistoriker (* 1855)
- 15. September: Rudolf Eucken, deutscher Philosoph und Träger des Literaturnobelpreises (* 1846)
- 17. September: August Sauer, österreichischer Literaturwissenschaftler (* 1855)

- 5. Oktober: Carl Rehfus, deutscher Jagdschriftsteller und Kynologe (* 1857)
- 10. Oktober: Pierre Decourcelle, französischer Schriftsteller (* 1856)
- 11. Oktober: Albert Robida, französischer Schriftsteller und Karikaturist (* 1848)
- 13. Oktober: Hans E. Kinck, norwegischer Schriftsteller (* 1865)

- 18. November: Konrad Agahd, deutscher Schriftsteller, Pädagoge und Journalist (* 1867)
- 25. November: Ludwig Aub, deutscher Buchhändler, Schriftsteller, Graphologe und Hellseher (* 1862)
- 26. November: Eliška Krásnohorská, tschechische Schriftstellerin (* 1847)

- 3. Dezember: Siegfried Jacobsohn, deutscher Journalist (* 1881)

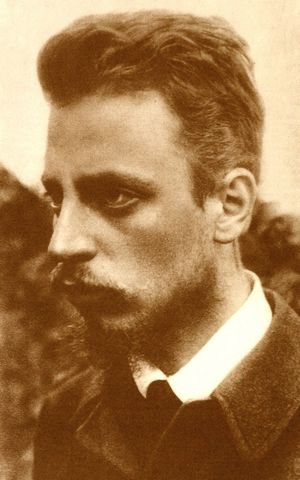
Rainer Maria Rilke, um 1900

- 29. Dezember: Rainer Maria Rilke, deutscher Lyriker (* 1875)